# Colin Braun
Colin James Braun (* 22. September 1988 in Ovalo, Texas) ist ein US-amerikanischer Automobilrennfahrer, der in der IMSA Weathertech SportsCar Championship und der IndyCar Series aktiv ist. Er war auch in der NASCAR Xfinity Series und der Camping World Truck Series am Start.

## Karriere

### Anfänge
Schon mit sechs Jahren begann Braun, mit Quarter Midgets Rennen zu fahren. Mit acht Jahren fuhr er Kartrennen in den USA, Japan, Italien und Frankreich. Mit 14 wechselte der in die Formel Renault und gewann 2003 die US-amerikanische Meisterschaft. 2004 wechselte er in die Formel 2000 und wurde wieder Meister.

### Beginn bei den Sportwagen
2005 nahm er mit 16 Jahren an den 24 Stunden von Daytona auf einem Porsche 996 GT3 teil und war im selben Jahr der jüngste Pilot in der Geschichte der IMSA, der jemals am Start einer von dieser US-amerikanischen Rennorganisation veranstalteten Rennserie war.
Diesen Rekord übertraf er 2007. Im Alter von 17 Jahren neun Monaten und sieben Tagen siegte er in der Am Rolex Daytona Prototype Series beim 250-Meilen-Rennen in Daytona, als er am Steuer eines Crawford-Ford des Teams Krohn Racing saß. Er war zu diesem Zeitpunkt der jüngste Fahrer in der Geschichte des US-amerikanischen Rennsports, der ein Rennen in einer bedeutenden Rennserie gewonnen hat. Auch in Europa sorgte er für Rekorde. Bei den 24 Stunden von Le Mans erreichte er in der Klasse LMGT 2 auf einem Ferrari F 430 GT den zweiten Rang. Es ist damit auch in Le Mans der jüngste Fahrer, der seit dem ersten Rennen 1923, auf dem Siegerpodest stand.

### NASCAR

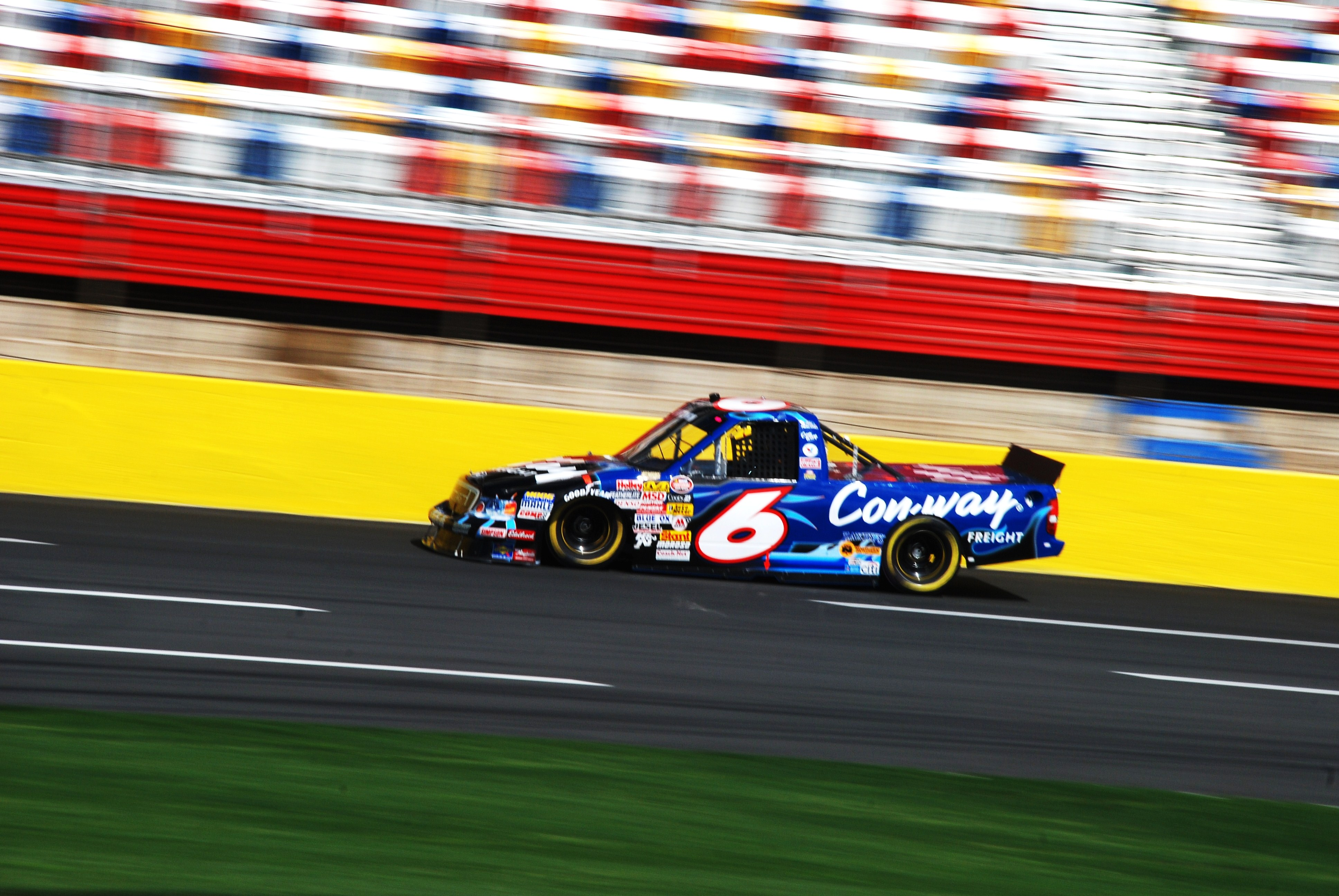
Colin Braun mit der Nummer 6 in Concord, 2008

2007 nahm das NASCAR-Team Roush Fenway Racing Braun unter Vertrag. Sein erstes Stockcar-Rennen absolvierte er noch im selben Jahr, als er in der ARCA Racing Series auf dem Gateway International Raceway an den Start ging. Wie auch bei allen anderen Stationen seiner Karriere, konnte er im Stockcar-Sport umgehend überzeugen. Gute Ergebnisse in den ersten Rennen in der ARCA Racing Series gaben ihm die Chance, auch in höheren Divisionen des Stockcar-Sports teilnehmen zu können.
Am 20. Oktober 2007 gab er auf dem Martinsville Speedway sein NASCAR Craftsman-Truck-Series-Debüt, musste jedoch aufgrund eines Unfalls frühzeitig aufgeben. Eine Woche später, am 27. Oktober 2007, startete Braun erstmals in der NASCAR Nationwide Series, der zweithöchsten Division der NASCAR. Sein Debütrennen in dieser Serie, welches im Memphis Motorsports Park stattfand, konnte er jedoch nur auf dem 30. Platz beenden. Im November 2007 wurde bekanntgegeben, dass Braun 2008 als Vollzeitfahrer das Steuer des Fords mit der Startnummer 6 in der Craftsman Truck Series übernehmen werde.
Im Laufe der NASCAR-Craftsman-Truck-Series-Saison 2008 konnte er seinen Ford bislang vier Mal in den Top 10 ins Ziel bringen. Seine beste Platzierung war ein dritter Platz im O’Reilly Auto Parts 250 auf dem Kansas Speedway. Beim Nationwide-Series-Rennen auf dem Autódromo Hermanos Rodríguez in Mexiko-Stadt erlangte Braun die erste Pole-Position seiner NASCAR-Karriere, allerdings beendete er das Rennen mit drei Runden Rückstand auf Rang 33. Beim Kroger 200 fuhr er von der Pole-Position auf Platz zwei.

### Rückkehr zu den Sportwagen

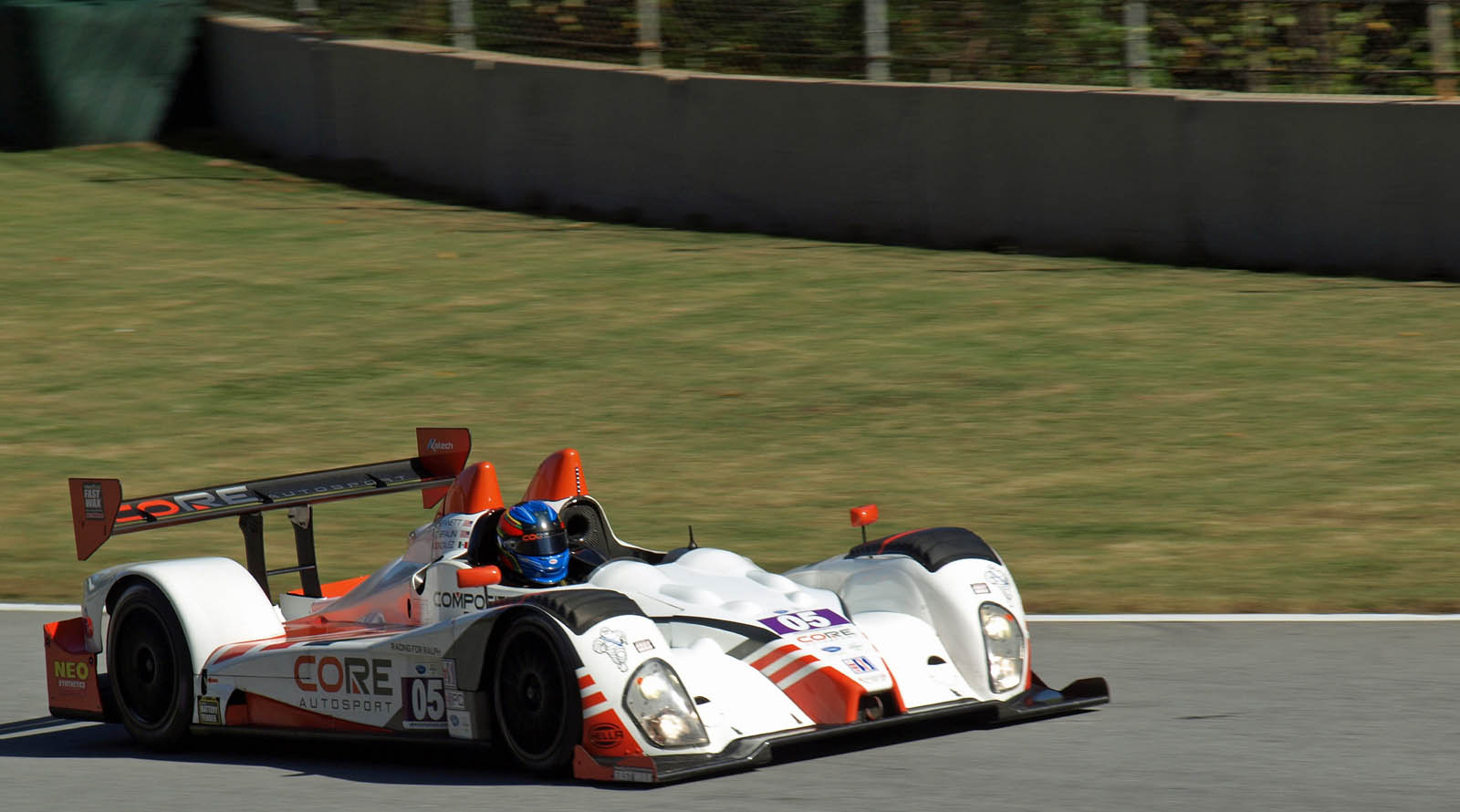
Braun im Oreca FLM09

Nach einem einmaligen Start in der American Le Mans Series (ALMS) in 2011, wechselte Braun ab 2012 erneut in den Sportwagensport. Er fuhr die Saison 2012 für CORE Autosport und konnte mit Teamkollege Jon Bennett den zweiten Platz in der Fahrerwertung der PC-Klasse einfahren. Außerdem konnte CORE Autosport die Teammeisterschaft für sich entscheiden. Im folgenden Jahr fuhr er ebenfalls für das Team in der ALMS, wechselte jedoch innerhalb der Saison vom ORECA FLM09 aus der PC-Klasse in einen Porsche 997 GT3 RSR in der GT-Klasse. Er fuhr außerdem die ersten beiden Rennen der Rolex Sports Car Series für das Team Doran Racing in einem Daytona Prototypen.
In der Vorbereitung auf die folgende Saison konnte Braun in einem Daytona Prototypen mit Ford EcoBoost Motor einen neuen Geschwindigkeitsrekord auf dem Daytona International Speedway aufstellen. Dabei befuhr er nicht den Sportwagenkurs, sondern das gesamte Oval, welches für das Daytona 500 verwendet wird. Er fuhr eine Durchschnittsgeschwindigkeit von 358,837 km/h und unterbot den alten Rekord (338,548 km/h) aus dem Jahr 1987 um über 20 km/h.
Die Saison 2014 bestritt Braun dann jedoch in einem PC-Auto. Erneut fuhr er für das Team CORE Autosport, welches nun in der neuen United SportsCar Championship antrat. Mit Klassensiegen beim 24-Stunden-Rennen von Daytona, dem 12-Stunden-Rennen von Sebring sowie dem 6-Stunden-Rennen von Watkins Glen konnte das Team bei drei der vier großen Langstreckenrennen der Saison gewinnen. Am Ende des Jahres konnte Braun mit Teamkollege Jon Bennett die Fahrer- und Teamtitel in der Serie einfahren. Zusammen mit James Gue konnte die drei Fahrer außerdem die Fahrer- und Teamtitel des North American Endurance Cup, einer Extrawertung für Langstreckenrennen, gewinnen. 2015 konnte er ebenfalls die Meisterschaft in der PC-Klasse gewinnen. Auch 2016 startete er für CORE Autosport, konnte jedoch nur den siebten Platz in seiner Klasse erreichen.

## Statistik

### Erfolge
- Jüngster Sieger eines bedeutenden nordamerikanischen Motorsportrennens 2007
- Jüngster Fahrer auf dem Podest beim 24-Stunden-Rennen von Le Mans 2007
- Sieger PC-Klasse American Le Mans Series 2012
- Klassensieger 24-Stunden-Rennen von Daytona 2014
- Klassensieger 12-Stunden-Rennen von Sebring 2014 und 2016
- Klassensieger 6-Stunden-Rennen von Watkins Glen 2014
- Sieger PC-Klasse United SportsCar Championship 2014 und 2015
- Sieger PC-Klasse North American Endurance Championship 2014
- Gesamtsieger des 24-Stunden-Rennens von Daytona 2023

### Einzelergebnisse in der IndyCar Series
| Jahr | Team              | 1   | 2   | 3   | 4   | 5    | 6   | 7   | 8   | 9   | 10   | 11   | 12  | 13  | 14  | 15   | 16   | 17  | 18 | 19 | Punkte | Rang |
| ---- | ----------------- | --- | --- | --- | --- | ---- | --- | --- | --- | --- | ---- | ---- | --- | --- | --- | ---- | ---- | --- | -- | -- | ------ | ---- |
| 2024 | Dale Coyne Racing | STP | LBH | ALA | IMS | INDY | DET | ROA | LAG | MDO | IOW1 | IOW2 | TOR | GAT | POR | MIL1 | MIL2 | NSH |    |    | 10     | 40.  |
| 2024 | Dale Coyne Racing | 20  |     |     |     |      |     |     |     |     |      |      |     |     |     |      |      |     |    |    | 10     | 40.  |

### Le-Mans-Ergebnisse
| Jahr | Team                      | Fahrzeug         | Teamkollege    | Teamkollege    | Platzierung | Ausfallgrund |
| ---- | ------------------------- | ---------------- | -------------- | -------------- | ----------- | ------------ |
| 2007 | Risi Competizione         | Ferrari F430 GT2 | Tracy Krohn    | Niclas Jönsson | Rang 19     |              |
| 2023 | Algarve Pro Racing        | Oreca 07         | James Allen    | George Kurtz   | Rang 20     |              |
| 2024 | CrowdStrike Racing by APR | Oreca 07         | Nicky Catsburg | George Kurtz   | Ausfall     | Rad verloren |
| 2025 | Nielsen Racing            | Oreca 07         | Cem Bölükbaşı  | Naveen Rao     | Ausfall     | Unfall       |

### Sebring-Ergebnisse
| Jahr | Team                                         | Fahrzeug          | Teamkollege     | Teamkollege       | Platzierung             | Ausfallgrund |
| ---- | -------------------------------------------- | ----------------- | --------------- | ----------------- | ----------------------- | ------------ |
| 2007 | Risi Competizione                            | Ferrari F430 GT   | Tracy Krohn     | Niclas Jönsson    | Rang 22                 |              |
| 2011 | Robertson Racing                             | Ford GT           | Anthony Lazzaro | David Murry       | Ausfall                 | Mechanik     |
| 2012 | Core Autosport                               | Oreca FLM09       | Jon Bennett     | Eric Lux          | Rang 14                 |              |
| 2013 | Core Autosport                               | Oreca FLM09       | Jon Bennett     | Mark Wilkins      | Rang 14                 |              |
| 2014 | Core Autosport                               | Oreca FLM09       | Jon Bennett     | James Gue         | Rang 10 und Klassensieg |              |
| 2015 | Core Autosport                               | Oreca FLM09       | Jon Bennett     | James Gue         | Rang 7                  |              |
| 2016 | Core Autosport                               | Oreca FLM09       | Jon Bennett     | Mark Wilkins      | Rang 8 und Klassensieg  |              |
| 2017 | Core Autosport                               | Porsche 911 GT3 R | Jon Bennett     | Niclas Jönsson    | Ausfall                 | Defekt       |
| 2018 | Core Autosport                               | Oreca 07          | Jon Bennett     | Romain Dumas      | Rang 4                  |              |
| 2019 | Core Autosport                               | Nissan DPi        | Jon Bennett     | Romain Dumas      | Rang 5                  |              |
| 2021 | Core Autosport                               | Ligier JS P320    | Jon Bennett     | George Kurtz      | Rang 13 und Klassensieg |              |
| 2022 | Core Autosport                               | Ligier JS P320    | Jon Bennett     | George Kurtz      | Rang 33                 |              |
| 2023 | Meyer Shank Racing with Curb-Agajanian       | Acura ARX-06      | Tom Blomqvist   | Hélio Castroneves | Rang 21                 |              |
| 2024 | CrowdStrike Racing by APR                    | Oreca 07          | Toby Sowery     | George Kurtz      | Rang 18                 |              |
| 2025 | Acura Meyer Shank Racing with Curb-Agajanian | Acura ARX-06      | Tom Blomqvist   | Scott Dixon       | Rang 10                 |              |

### Einzelergebnisse in der FIA-Langstrecken-Weltmeisterschaft
| Saison  | Team               | Rennwagen   | 1   | 2   | 3   | 4   | 5   | 6   | 7   | 8   |
| ------- | ------------------ | ----------- | --- | --- | --- | --- | --- | --- | --- | --- |
| 2012    | Core Autosport     | Oreca FLM09 | SEB | SPA | LEM | SIL | SAO | BAH | FUJ | SHA |
| 2012    | Core Autosport     | Oreca FLM09 | 14  |     |     |     |     |     |     |     |
| 2019/20 | DragonSpeed        | Oreca 07    | SIL | FUJ | SHA | BAH | AUS | SPA | LEM | BAH |
| 2019/20 | DragonSpeed        | Oreca 07    | 12  |     |     |     |     |     |     |     |
| 2023    | Algarve Pro Racing | Oreca 07    | SEB | POR | SPA | LEM | MON | FUJ | BAH |     |
| 2023    | Algarve Pro Racing | Oreca 07    | 20  |     |     |     |     |     |     |     |
| 2024    | CrowdStrike Racing | Oreca 07    | KAT | IMO | SPA | LEM | SAO | AUS | FUJ | BAH |
| 2024    | CrowdStrike Racing | Oreca 07    | DNF |     |     |     |     |     |     |     |
| 2025    | Nielsen Racing     | Oreca 07    | KAT | IMO | SPA | LEM | SAO | AUS | FUJ | BAH |
| 2025    | Nielsen Racing     | Oreca 07    | DNF |     |     |     |     |     |     |     |